# Monoland
Monoland ist eine Shoegazing-/Post-Rock-Band aus Berlin, die 1996 gegründet wurde. Sie veröffentlichten drei Alben.

## Bandgeschichte
Monoland wurde 1996 in Berlin von Marco Blazejczak, Matthias Ecker-Erhardt, Henrik Schiemann und Daniel Grinstead gegründet, kurz darauf erschien ihre 7″ Single Fu Klassik auf dem Chemnitzer Label Noiseworks Records. 1997 spielten sie auf der ersten Ausgabe des Festivals Voice of Art in Hohenstein-Ernstthal.
Nach einigen Veröffentlichungen auf Kompilationen wie Hard of Hearing (Noiseworks), Gerdas Große Gruppe (Noiseworks), Spielkreis 01 (Spielkreis) und diversen anderen veröffentlichte Monoland ihr Debütalbum Manouva 1998 auf Noiseworks Records. Aufgenommen wurde ihr Debütalbum in den Räumen des Rauch Hauses in Berlin-Kreuzberg mit Seba Fell.
2000 begannen die Aufnahmen für ihr zweites Album Cooning, das 2001 auf dem Label Supermodern Music erschien, aufgenommen wurde die Platte im Berliner Studio Multiple Noise von den Einstürzenden Neubauten.
Nach etlichen Konzerten mit Bands wie Die Art, Malory, Think About Mutation, Maximo Park, The Wedding Present ging Monoland ins Studio, um ihr drittes Album Ben Chantice mit Hendrik Gundlach aufzunehmen, welches Anfang 2006 veröffentlicht wurde. Das Artwork für Cover und Inlay gestaltete der Berliner Künstler Georg Barber aka ATAK. ATAK produzierte außerdem das Video zu dem Song Pimp gemeinsam mit seinem Bruder, Martin Barber. Im gleichen Jahr spielte Monoland unter anderem auf dem Immergut Festival, dem Berlin Festival und dem Juicy Beats.
Nach einer längeren Pause, war Monoland wieder im Studio, um neue Songs für ein weiteres Album aufzunehmen. Diese wurden aber nicht veröffentlicht.
2024 wurde ihr zweites Album Cooning auf dem japanischen Label Fastcut Records mit dem Bonustrack Manouva neu veröffentlicht.

## Rezeption
Der Sonic Seducer schreibt: „Die echoartigen, breitwandigen, durch viele Effekte verfremdeten Gitarren türmen sich zu riesigen Wolkengebilden auf und tragen die Hörerin ganz weit weg. Sehr Schön“.
Thomas Kerpen vom Ox-Fanzine stufte das Debüt-Album als „langweiliges Werk“ ein.
Patrick Sabbagh vergleicht im Skug – Journal für Musik in einem Review zu Cooning die Band mit My Bloody Valentine und schreibt: „es fällt manchmal schwer zu glauben, dass es sich stets um ein und dieselbe Band handelt“.
Das letzte Album Ben Chantice wurde wohlwollend rezensiert, so wurde es im Visions von Patrick Großmann als „eigensinniges Album“ eingeordnet, welches „einem den Glauben an das Gute in der Musik wiedergeben [kann]“, während Thomas Mauch in der taz schrieb: „ein langsam sich erhitzendes Stimmungsbad für alle, die sich zwischen My Bloody Valentine und Yo La Tengo wohl fühlen“. Auch Ralf Stierlen äußerte sich im Hooked on Music positiv: „Eine wirklich gelungene Scheibe, die mehr Aufmerksamkeit verdient hätte, als sie vermutlich bekommen wird“.

## Diskografie
Alben
- 1998: Manouva (Noiseworks Records, 2004 Wiederveröffentlichung auf Supermodern Music)
- 2001: Cooning (Supermodern Music, 2024 Wiederveröffentlichung auf Fastcut Records)
- 2006: Ben Chantice (Supermodern Music)

Singles
- 1996: Fu Klassik (Noiseworks Records)

Kompilationsbeiträge
- 1997: Hard of Hearing Vol.2 (Noiseworks Records)
- 1997: Spielkreis 01 (Spielkreis)
- 1997: Voices of The Suburban Youth (Noiseworks Records)
- 1997: 8 (Noiseworks Records)
- 1998: Spielkreis 03 (Spielkreis)
- 1998: Eiszeit – Der Sampler (Big Noise Records)
- 1998: "Schlagseite" (2xLP Compilation, Efau Projekt)
- 1998: 100 moderne Menschen kaufen modern (Noiseworks Records)
- 1999: 10 Years After – Noiseworks 1989–1999 (Noiseworks Records)
- 2001: "The Art of Sysyphus Vol.10" (CD Compilation, Sysyphus Records)
- 2002: Gerdas Große Gruppe (Klangkrieg Production)
- 2002: Familienangelegenheiten (Family Affairs) 3 (Supermodern Music)
- 2006: Immergutrocken 7 (Grand Hotel van Cleef)